# Farkas Ottó (kohómérnök)
Farkas Ottó (Ungvár, 1930. január 31. –) magyar kohómérnök, professor emeritus, 1994 és 1997 között a Miskolci Egyetem rektora.

## Élete, munkássága
Farkas Ottó Ungváron született, amely akkor Csehszlovákia része volt. Apja az ottani szeszgyárban dolgozott, de munkahelyi balesetben korán elhunyt. Ezt követően édesanyja varrásból tartotta fenn magukat. 1940-ben – a bécsi döntés értelmében – Ungvárt Magyarországhoz csatolták, így került oda egy kisebb magyar katonai alakulat tagjaként a Miskolcról származó későbbi nevelőapja, akinek leszerelése után Diósgyőrbe költöztek. A Lévay József Gimnázium (a mai Földes Ferenc Gimnázium egyik jogelődje) nyolc évének elvégzése közben minden nyarát a Diósgyőri Vasgyárban töltötte segéd- és kisegítő munkásként. Itt élte át a gyárat ért világháborús bombázásokat is, de itt határozta el azt is, hogy a kohómérnöki pályát választja.
Kohómérnöki tanulmányait 1948-ban a Műegyetem soproni Bánya- és Kohómérnöki Karán (a Selmeci Akadémia utódján) kezdte, és vaskohómérnöki diplomáját 1952-ben szerezte meg. Végzése után tanársegéd lett a Vaskohászattani Tanszéken, és első feladata a tanszéknek a miskolci Nehézipari Műszaki Egyetemre való költözésének intézése volt. Az újjászervezett miskolci tanszéken komoly feladatok vártak a fiatal oktatóra, előadásokat és gyakorlati foglalkozásokat kellett tartania, gyárlátogatásokat kellett szerveznie, mindemellett a tudományos továbbképzést is szem előtt kellett tartani.
A tanszék szakmai profilján belül Farkas Ottó a nyersvasmetallurgia és a vasérc-előkészítés témáit választotta, ez képezte a továbbiakban oktatási és kutatási szakterületét. 1979-ben szerezte meg a műszaki tudományok doktora tudományos fokozatot, disszertációja címe: A gáz kémiai kihasználásának törvényszerűségei a nagyolvasztóban. Pályafutása során mintegy száz kutatási téma kidolgozásában vett részt, azok jelentős részét irányította. Vezetésével a világon negyedikként végeztek tudományos kutatómunkát az Ózdi Kohászati Üzemekben, a nagyolvasztóban végbemenő fizikai–kémiai–metallurgiai folyamatok tisztázására a kemencébe lebocsátott szondákkal. A sikeres kutatási eredmények külföldi érdeklődést is kiváltottak, és ez alapján választották Farkas Ottót 1996-ban az Orosz Természettudományi Akadémia külföldi tagjának. Több szakmai tanulmányúton vett részt (például Németországban, Japánban és Kanadában).
1984-től 1986-ig a Kohómérnöki Kar dékánja volt, 1986-tól Simon Sándor után, a Vaskohászattani Tanszék vezetője és a Metallurgiai Intézet (ami magába foglalta a Vaskohászati, és nyugalomba vonulásáig a Fémkohászati és az Öntészeti tanszékeket) igazgatója volt, 1995-ig. 1986-ban, Kovács Ferenc rektorsága idején általános és oktatási rektorhelyettes lett. Ezt a feladatot nyolc éven keresztül látta el.
Farkas Ottó 1994-től 1997-ig a Miskolci Egyetem rektora volt. Munkássága idején az egyetemből valódi universitas lett. Ez idő alatt, 1997-ben lett az egyetem egysége a Bartók Béla Zeneművészeti Intézet. A már korábban, még rektorhelyettesi ideje alatt létrejött Bölcsészettudományi Intézet 1997-ben Bölcsészettudományi Karrá alakult. Az egyetembe integrálódott Lakatos István vezetésével az MTA Bányászati Kémiai Kutatólaboratóriuma Alkalmazott Kémiai Kutatóintézet néven, ezen kívül összesen tíz új tanszék létesült. Ebben az időszakban fejeződött be az egyetem teljes akkreditációja is.
Farkas Ottó felesége, Maÿr Klára 1954-ben diplomázott vaskohómérnök, egyetemi docens, aki Diószeghy Dániel után a Tüzeléstani Tanszék vezetője volt. Fia, Farkas Kornél, 1987-ben végzett alakítástechnológus szakos, PhD fokozatot szerzett kohómérnök.

## Elismerései
- Kiváló Munkáért díj (kétszer)
- A Munka Érdemrend bronz fokozata
- Akadémiai Díj (1981)
- Pro Universitate díj (1993)
- Gábor Dénes-díj (1994)
- A Nemzetközi Természet- és Társadalomtudományi Akadémia Szent György-kereszt érdemrendje (1996)
- Az Orosz Természettudományi Akadémia külföldi tagja (1996)
- Mikoviny Sámuel-emlékérem (1997)
- Sóltz Vilmos-emlékérem (1997)
- A „tudomány és a művészet lovagja” (Orosz Természettudományi Akadémia) (2003)
- A Miskolci Egyetem tiszteletbeli doktora (2003)
- Az Európai Természettudományi Akadémia tiszteletbeli tagja (2003)
- Jubileumi Egyetemi Aranyérem
- A Magyar Köztársasági Érdemrend középkeresztje

## Válogatott publikációi
- Ifjan, éretten, idősen. 85 kérdés-válasz nyolc és fél évtizedről; interjú Tóth László; Market Place Solutions Kft., Miskolc, 2016
- Az optimális nagyolvasztói salakösszetételek kidolgozása
- A nagyolvasztói gáz kémiai kihasználását meghatározó törvényszerűségek feltárása
- A szilícium-dioxid redukciós folyamatainak mechanizmusa a nagyolvasztóban
- A nyersvaskéntelenítés hatékonyságának növelési lehetőségei a nagyolvasztóban
- A nagyolvasztói gázáram eloszlására ható tényezők kapcsolatrendszerének meghatározása
- Nyersvasmetallurgia. Tankönyvkiadó, Budapest, 1989
- A nyersvasgyártás alapismeretei. Tankönyvkiadó, Budapest, 1966
- Vas- és fémkohászattan (Simon Sándorral). Tankönyvkiadó, Budapest, 1962